# بكري العطار
بكري العطار، واسمه الكامل بكري بن حامد بن أحمد بن عبيد الله العطار الدمشقي، من علماء دمشق في الحديث النبوي والنحو، وهو من أسرة آل العطار العلمية.

## سيرته
ولد بكري العطار في 1834 (1251 هـ) في دمشق ونشأ بها نشأة علمية، حيث أقبل على طلب العلم على يد والده الشيخ حامد العطار، فحفظ القرآن في صغره وجوده على يد الشيخ أحمد الحلواني.
وعند بلوغه 12 عاماً توفي والده بالقطرانة وهما قافلان من الحج في الطريق، ثم أقبل على حفظ المتون بعد وفاة والده. وكان نزل مصر بطريقه إلى الحجاز في رحلته إلى الحج، ولقي كبار علمائها مثل محمد عليش، كما لقي في الحج عدداً من علماء المسلمين من الشرق والغرب.
تمكن في علوم الحديث النبوي وعلومه حتى أصبح من أبرز رجالات المحدثين في دمشق في وقته، إذ حفظ مئات الأحاديث والآثار، وأتقن أصول الحديث والفرق بين الأحاديث الصحيحة وغيرها، وحضر المسانيد على شيوخه رواية ودراية وأجازوه، كما حدَّث بها رواته كذلك وأجازهم.
جلس لإقراء التفسير والحديث في الجامع الأموي، كما تولى بعد وفاة الشيخ محمد سليم العطار في 1307 هـ تدريس صحيح البخاري في التكية السليمانية في أيام الخميس من شهري رجب وشعبان، وكانت طريقته في الدرس أنه يسرد الحديث بسنده من الصحيح، ثم يبين وجه مطابقة الترجمة للحديث، ثم يذكر أقوال الشراح ويناقشها ويرجح بينها، ثم يتكلم على ألفاظ الحديث من الناحية اللغوية والبلاغية، وما في الحديث من أحكام فقهية أو مسائل أصولية أو عقدية، ثم يختمه بما يناسب المقام من وعظ. واشتغل بالتدريس والإقراء حتى شغله ذلك عن التأليف.
أعقب بكري ولداً واحداً اسمه كاسمه، نشأ في رعايته وجلس للتدريس في حياة والده، إلا أنه توفي بعد أن جاوز الأربعين في 1316 هـ في حياة والده.

## شيوخه
كان أول شيوخه هو والده الشيخ حامد العطار، حيث تلقى الأربعين النووية والعجلونية حفظاً عنه وعن الشيخ وجيه الدين الكزبري، وأجازاه ولم يبلغ 12 عاماً.
كما أخذ القرآن عن الشيخ أحمد الحلواني الكبير، وأخذ التفسير ورواية الحديث عن ابن أخيه الشيخ محمد سليم العطار، وكان أكبر منه سناً. وقرأ على غيرهم من علماء عصره أمثال حسن بن عمر الشطي وحسن بن إبراهيم البيطار ومحيي الدين العاني ومحمد الجوخدار (والد سليمان بن محمد الجوخدار) وعمر بن عبدالغني الغزي وداود بن جرجيس البغدادي وأحمد بن سليمان الأروادي وغيرهم.

## تلاميذه
تلاميذه كثيرون جداً حتى قيل إنه شيخ الشام بحق؛ لأن طالب العلم في الشام إذا لم يكن تلميذه مباشرة فهو من تلامذة تلاميذه. ومن أبرزهم محمد سعيد الباني، الذي لازمه حتى وفاته، ومحمد جميل الشطي وأبو الخير الميداني وحامد التقي.

## مما قيل فيه
مدحه أحمد بن الأمين الشنقيطي بقصيدة قال فيها:
وأرخ الشيخ أبو السعود لوفاته بحساب الجمل في الأبيات:

## وفاته
توفي بكري العطار في 4 شوال سنة 1320 هـ (2 يناير 1903) في دمشق بعد إصابته بالكوليرا، وشيعت جنازته في اليوم التالي، ودفن في مقبرة الدحداح.